# Касенов, Тулеубек Касымжанович

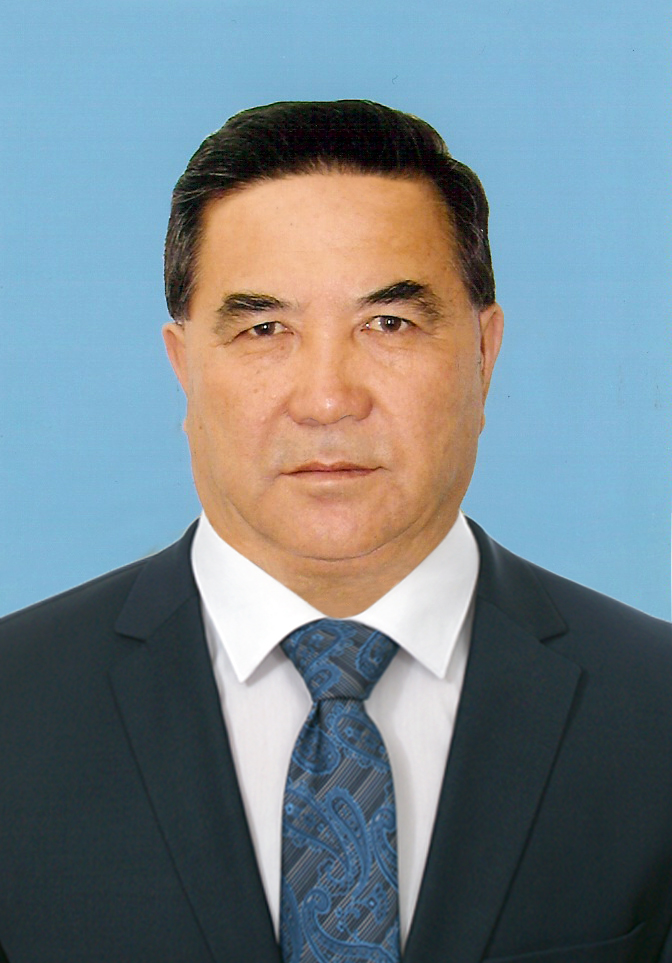
Қасенов Т.К.

Касенов Тулеубек Касымжанович (1 мая 1940, Мостик, Абайская область — 23 октября 2015, Алма-Ата) — советский и казахстанский ученый-селекционер, доктор сельскохозяйственных наук (1996), профессор (2000), академик (2015). Руководитель авторского коллектива по созданию новой породы овец «Етті меринос». Лауреат государственной премии им. А. И. Бараева. Чемпион КазССР по боксу (1962, 1963).

## Биография
Тулеубек Касымжанович родился 1 мая 1940 года в п. Мостик Бескарагайского района Семипалатинской области.
В 1963 году окончил Семипалатинский зооветеринарный институт и получил специальность «ученого-зоотехника». Работал в совхозах зоотехником-селекционером, управляющим, главным зоотехником, затем старшим зоотехником территориального производственного управления Бескарагайского района. Уже в то время его потенциал как молодого специалиста был замечен руководством. В 1968 году поступил в очную аспирантуру в Казахском НИИ животноводства, где и остался работать — вначале младшим научным сотрудником, затем старшим, заведующим отдела, заместителем директора по науке. В 1983—1985 гг. был директором Аксенгерского опытного хозяйства. Затем вернулся в институт овцеводства, работал заведующим отделом и с 2003 года — главным научным сотрудником отдела тонкорунного овцеводства.

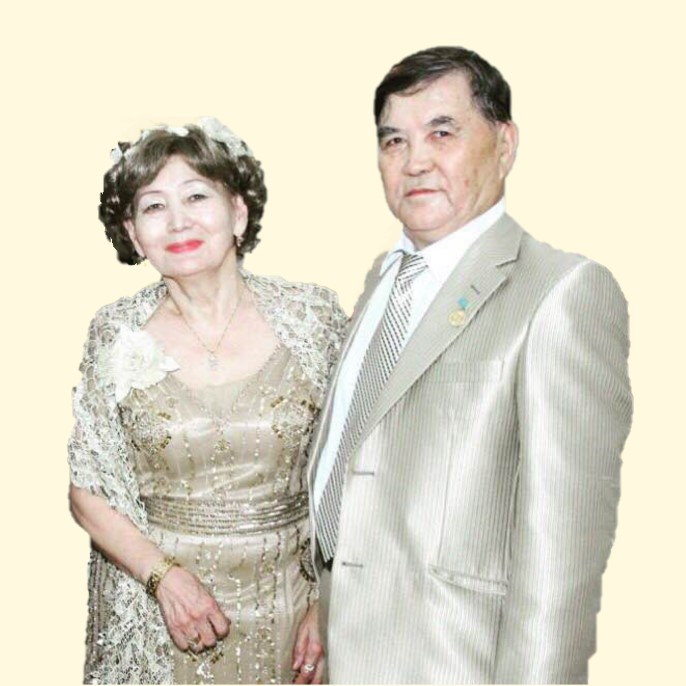
Касенов Т. К. с супругой Касеновой Р. К.

Занимался общественной деятельностью. Был секретарем комсомольской организации производственного правления Бескарагайского района (1964—1966 гг.), внештатным секретарем и членом бюро Бескарагайского райкома комсомола (1965—1966 гг.), депутатом Джамбулского районного совета (1984—1985 гг.) Алматинской области. Много лет был членом диссертационного совета по защите докторских и кандидатских диссертаций при КазНИТИО (ученый секретарь) и КНИИЖиК, членом координационного совета по овцеводству МСХ СССР и Казахстана.

## Научная деятельность
С начала своей трудовой деятельности основной темой его исследований является разработка эффективных методов селекции тонкорунных овец с целью повышения их племенных и продуктивных качеств. Он признан активным участником создания породы овец «Североказахский меринос». Разработал методику и стал автором высокопродуктивного внутрипородного типа овец «Сарыбулакский». Впервые в странах СНГ и континентальной Азии создал новую породу мясных овец «Етті меринос». Отличительной чертой данной породы является развитие 14-го ребра (биологически у овец 13 пар ребер). Преимущества: высокая мясная продуктивность, отличная приспособленность к круглогодичному пастбищному содержанию в условиях пустынь и полупустынь. Отлично переносят перегоны на дальние расстояния в 200-250км.
Им сформирована своя научная школа, которая творчески работала вместе с ним, а также в других научных учреждениях и производственных организациях. Под его руководством проводились диссертационные исследования (защищены кандидатские диссертации).

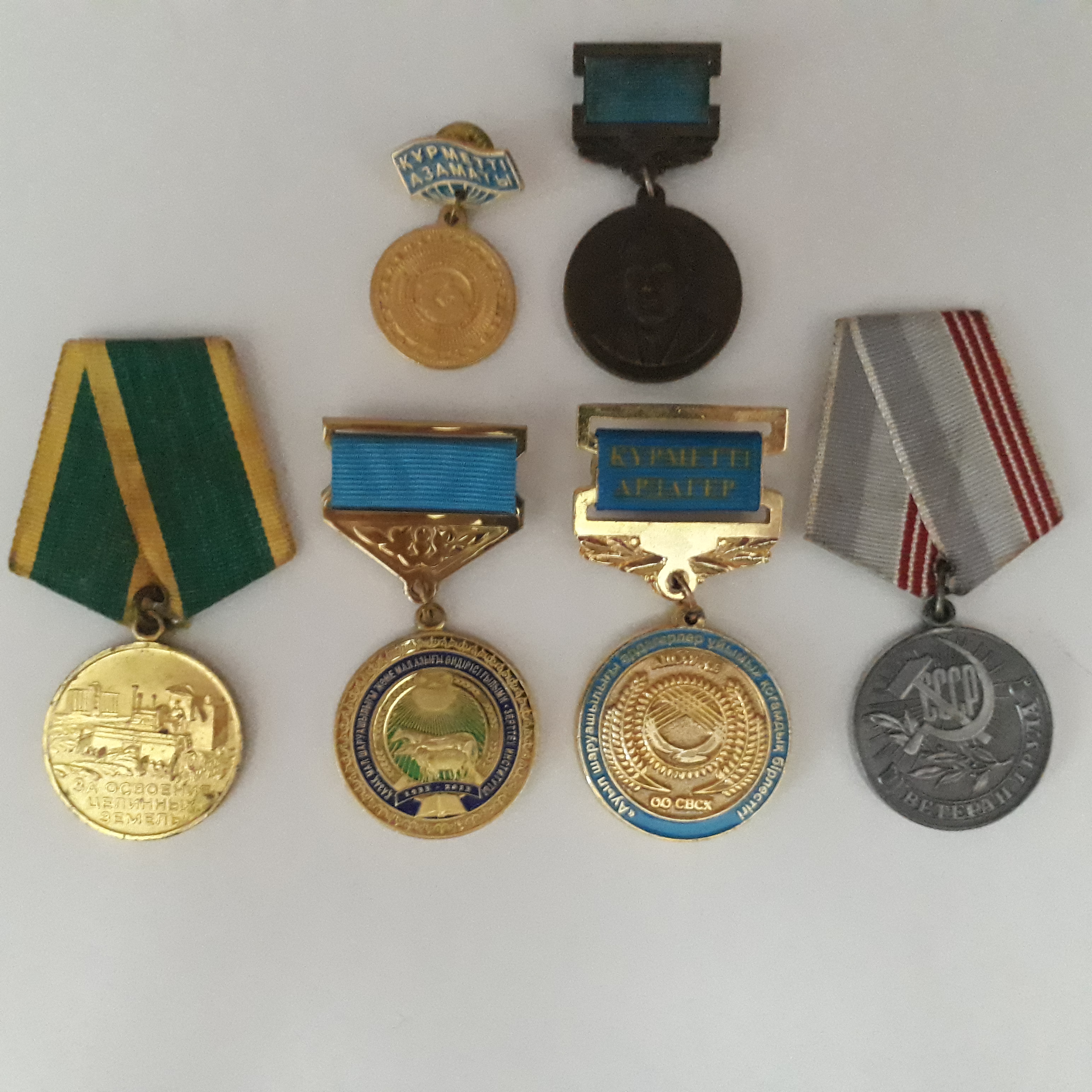
награды Касенова Т. К.

## Награды
В советское время награжден нагрудным знаком «Отличник социалистического сельского хозяйства». Имеет награды: медаль «За освоение целинных и залежных земель» и «Ветеран труда», дипломы и почетные грамоты ВО ВАСХНИЛ, ВДНХ КазССР, МСХ РК, КазАгроИнновации.
Почетный гражданин Алматинской области (2013).

## Память
В 2015 году в газете «Қала мен дала» опубликована статья Айбына Төреханова «Селекционер» о научных и производственных достижениях Тулеубека Касымжановича. К 80-летнему юбилею были опубликованы статьи Омашева Кайрлы под названием «Он науке жизнь посвятил» в газете «Огни Алатау» (2020) и «Біз сізді ұмытпаймыз, Ұстаз!» в газете «Алатау» (2020).
В 2016 году по инициативе коллег и последователей была издана книга «Асыл адам, көрнекті ғалым, аяулы әке», которая содержит более 40 статей коллег-ученых, учеников и друзей.
В 2017 году в средней школе поселка Карабас Восточно-казахстанской области был открыт именной кабинет Тулеубека Касымжановича.
Им опубликовано в печати более 200 научных работ, из которых две монографии, 20 рекомендаций и брошюр. Автор восьми селекционных достижений, в том числе, породы, внутрипородного типа, заводского типа, четырех линий.